# Premio Charles Stark Draper

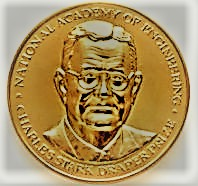
El Premio NAE Charles Draper, otorgado para el adelanto de la ingeniería y la educación del público sobre ingeniería.

La Academia Nacional de Ingeniería de Estados Unidos, otorga anualmente el Premio Draper, que está destinado al adelanto de la ingeniería y a la educación del público (divulgación) sobre ingeniería. Es uno  de tres que son considerados como los «premios Nóbel de la Ingeniería» — los otros son los premios Russ y Gordon de la Academia. El ganador de cada uno estos premios recibe 500.000 dólares estadounidenses. El Premio Draper se llama así en honor a Charles Duro Draper, el «padre de la navegación inercial», un profesor de MIT profesor y fundador del  Laboratorio Draper.

## Ganadores anteriores[2]
- 1989: Jack S. Kilby y Robert N. Noyce por su desarrollo independiente del circuito integrado monolítico
- 1991: Sir Frank Whittle y Hans von Ohain por su desarrollo independiente del motor turbojet
- 1993: John Backus por su desarrollo de FORTRAN, el primer lenguaje de ordenador ampliamente utilizado y de propósito general de alto nivel
- 1995: John R. Pierce y Harold A. Rosen por su desarrollo de la tecnología de los satélites de la comunicaciones
- 1997: Vladimir Haensel por su invención del "platforming"
- 1999: Charles K. Kao, Robert D. Maurer, y John B. MacChesney por el desarrollo de la fibra óptica
- 2001: Vinton G. Cerf, Robert E. Kahn, Leonard Kleinrock y Lawrence G. Roberts por el desarrollo del Internet
- 2002: Robert Langer por la bioingeniería de los sistemas revolucionarios de entrega de fármacos médicos.
- 2003: Ivan A. Gettingy y Bradford W. Parkinson por su trabajo que desarrolla el Sistema de Posicionamiento Global
- 2004: Alan Kay, Butler W. Lampson, Robert W. Taylor, y Charles P. Thacker por su trabajo sobre Alto, el primer ordenador práctico en red
- 2005: Minoru S. "Sam" Araki, Edward A. Miller, James W. Plummer, y Don H. Schoessler for el diseño, desarrollo, y operación de Corona, los primeros sistemas de  observación de la Tierra basados en el espacio.
- 2006: Willard S. Boyle y George E. Smith por la invención del CCD, un componente fotosensible en el corazón de las cámaras digitales y otros tecnologías de la imagen ampliamente utilizadas
- 2007: Tim Berners-Lee por el desarrollo la World Wide Web
- 2008: Rudolf E. Kalman por el desarrollo del Filtro Kalman
- 2009: Robert H. Dennard por su invención y contribución al desarrollo de la Memoria de Acceso Aleatorio Dinámica (DRAM), utilizada universalmente en los ordenadores y otro procesadores de dato y sistemas de comunicación.
- 2011: Frances Arnold y Willem P.C. Stemmer por sus contribuciones individuales a la evolución dirigida, un proceso que permite a los investigadores guiar la creación de ciertas propiedades en proteínas y células. Esta técnica ha sido utilizada en ingredientes alimentarios, farmeceúticos, toxicológicos, productos agrícolas, sistemas de entrega del gen, ayudas de lavandería y biocombustibles
- 2012: George H. Heilmeier, Wolfgang Helfrich, Martin Schadt, y T. Peter Brody por sus contribuciones al desarrollo de la  tecnología de la pantalla de cristal líquido (LCD)
- 2013: Thomas Haug, Martin Cooper, Yoshihisa Okumura (奥村 善久), Richard H. Frenkiel, y Joel S. Engel - pioneros del teléfono celular o móvil que supuso el trabajo preparatorio del actual  teléfono inteligente
- 2014: John Goodenough, Yoshio Nishi (西 美緒), Rachid Yazami y Akira Yoshino (吉野 彰) - pioneros de la batería recargable que supuso el trabajo base  para las actuales baterías de iones de litio.
- 2015: Isamu Akasaki, M. George Craford, Russell Dupuis, Nick Holonyak, Jr. y Shuji Nakamura por la invención, desarrollo, y comercialización de materiales y procesos para diodos emisores de luz (LEDs).[3][4]
- 2016: Andrew Viterbi por el desarrollo del algoritmo Viterbi, su impacto transformacional en comunicaciones inalámbricas digitales, y sus aplicaciones significativas en reconocimiento y síntesis de voz y en bioinformática.[5]
- 2018: Bjarne Stroustrup por conceptualizar y desarrollar el lenguaje de programación C++ .[6]
- 2020: Jean Fréchet y C. Grant Willson por la invención, desarrollo y comercialización de materiales químicamente amplificados para micro y nanofabricación, permitiendo la miniaturización extrema de dispositivos microelectrónicos.[7]

El sitio web de NAE  indica que no se otorgó ningún Premio Draper en 2010, 2017 y 2019.>